# La Ferté-Villeneuil
La Ferté-Villeneuil är en kommun i departementet Eure-et-Loir i regionen Centre-Val de Loire strax norr om centrala Frankrike. Kommunen ligger i kantonen Cloyes-sur-le-Loir som tillhör arrondissementet Châteaudun. År 2018 hade La Ferté-Villeneuil 379 invånare.

## Befolkningsutveckling
Antalet invånare i kommunen La Ferté-Villeneuil
Referens:INSEE